# Саут Олатсивик

Остров Саут Олатсивик (на английски: South Aulatsivik Island) е 2-рият по големина остров в провинция Нюфаундленд и Лабрадор. Площта му е 456 км2, която му отрежда 70-о място сред островите на Канада. Необитаем.
Островът се намира край източните брегове на полуостров Лабрадор, от който го отделят залива Медуза (на север), протока Чалънджър (на северозапад) и залива Уеб (на изток). На югозапад п-ов Итилиалук се доближава само на 500 м от бреговете на Лабрадор. На изток и юг има десетки малки острови, които преграждат достъпа от страна на студените води на Атлантическия океан. По-големите от тях са: Бувъри, Дейвид и Дог на изток, Хилсбъри и Бейс на юг. Като цяло островът има удължена форма от север на юг с дължина близо 40 км, а максималната му ширина в средата от запад на изток е 18 км.
Бреговата линия с дължина 228 км е изключително силно разчленена. Далеч на югозапад се простира п-ов Итилиалук, който почти опира до бреговете на п-ов Лабрадор. На източното крайбрежие е дълбоко врязаният в сушата залив Колотулик.
Северната част на острова е предимно нископланинска с максимална височина връх Маунт Торесби (917 м), издигащ се само на 1,5 от северното крайбрежие, докато южната част част е заета от хълмиста равнина и надморската височина рядко надминава 100 м. В тази част на острова има няколко езера, най-голямо от които е езерото Колотулик.
Източното крайбрежие на острова най-вероятно е открито от португалския мореплавател Гашпар Кортереал (1450 – 1501) през 1500 – 1501 г., а островното му положение е доказано чак през XIX в. след извършване на детайлни топографски картирания по цялото източно крайбрежие на п-ов Лабрадор.